# Irene Stefani
Irene Stefani (1891-1930) née Aurelia Mercede Stefani, est une religieuse italienne des Sœurs missionnaires de la Consolata et reconnue bienheureuse par l'Église catholique qui la fête le 31 octobre.

## Biographie
Elle naît dans le village d'Anfo en Lombardie au sein d'une famille qui comptera douze enfants. Elle est baptisée le lendemain de sa naissance, le 23 août 1891. Confirmée le 6 novembre 1898, elle fait sa première communion quelques années plus tard. Sa mère meurt le 12 mai 1907, et c'est la jeune fille de quinze ans qui se charge désormais des travaux de la maison paternelle et d'élever ses frères et sœurs, spécialement les petites Marietta et Antonietta et son petit frère Ugo qui meurt peu après. 
Entrée dans la Congrégation des Sœurs Missionnaires de la Consolata en 1911, elle prend le nom de religion d'Irène et devient professe le 29 janvier 1914 ; elle est envoyée au Kenya par le bienheureux Joseph Allamano, fondateur de sa congrégation. Elle y arrive en janvier 1915. Sœur Irène travaille comme infirmière, elle est tellement appréciée du peuple qu'elle sert qu'elle est surnommée « Mère Pitié » (Nyaatha). Elle doit s'occuper aussi des soldats blessés de la guerre. Le 26 août 1916, elle est chargée par la Croix rouge de soigner les malades et les blessés à Lindi puis à Dar es Salaam. Elle retourne à Nyeri au Kenya après la fin de la guerre, où elle sert comme formatrice d'une nouvelle congrégation indigène de sœurs infirmières, les Sœurs de Marie Immaculée. Deux ans plus tard, elle est nommée à la mission de Notre-Dame-de-la-Divine-Providence à Gikhondi, où elle va rester jusqu'à la fin de sa vie. Elle est institutrice à l'école de la mission et y enseigne le catéchisme, ainsi que dans les villages voisins. Elle est supérieure des sœurs de la Consolata de Gikondi, pendant les dernières huit années. 
Elle meurt le 31 octobre 1930 de peste bubonique, contractée auprès de malades qu'elle n'avait cessé de soigner.

## Béatification
- 1984 : introduction de la cause en béatification
- 2 avril 2011 : le pape Benoît XVI lui attribue le titre de vénérable
- 12 juin 2014 : le pape François reconnaît un miracle dû à son intercession et signe le décret de béatification.
- 23 mai 2015 : cérémonie de béatification célébrée à Nyeri par le cardinal Polycarp Pengo au nom du Saint-Père.

Se fête liturgique est fixée au 31 octobre.